# Pasmo Iwaniskie
Pasmo Iwaniskie – pasmo Gór Świętokrzyskich położone w ich południowo-wschodnim krańcu. Rozciąga się od doliny Wszachówki (dopływu Łagowicy) na północnym zachodzie, po okolice wsi Gryzikamień na południowym wschodzie. Nazwa pasma pochodzi od miejscowości Iwaniska.
Najwyższy punkt (328 m n.p.m.) znajduje się na terenie przysiółka Poręba Zaldowska.